# Französische Rugby-Union-Meisterschaft 1991/92
Die Saison 1991/92 war die 93. Austragung der französischen Rugby-Union-Meisterschaft (französisch Championnat de France de rugby à XV). Sie umfasste 40 Mannschaften in der ersten Division (heutige Top 14).
Die Meisterschaft begann mit der Gruppenphase, in der je zehn Mannschaften in vier Gruppen aufeinander trafen. Die Erst- bis Sechstplatzierten jeder Gruppe (insgesamt 24 Mannschaften) zogen direkt in die Finalphase ein. In die zweite Division absteigen mussten die Neunt- und Zehntplatzierten. Anschließend gab es eine aus zwei Runden bestehende Relation, in der die weiteren Beteiligten der Finalphase ermittelt wurden. Beteiligt waren die Siebt- und Achtklassierten der Qualifikationsgruppen der ersten Division sowie die Erst- und Zweitplatzierten der Qualifikationsgruppen der zweiten Division.
Es folgten Sechzehntel-, Achtel- und Viertelfinale. Im Endspiel, das am 6. Juni 1992 im Parc des Princes in Paris stattfand, trafen die zwei Halbfinalsieger aufeinander und spielten um den Bouclier de Brennus. Dabei setzte sich der RC Toulon, der den Umweg über die Barrage machen musste, gegen Biarritz Olympique durch und errang zum dritten Mal den Meistertitel. Absteigen mussten acht Mannschaften: FC Lourdes, SC Mazamet, Stade Montchaninois, US Montauban, CA Périgueux, Stade Rochelais, US Romans und Stade Ruthénois.

## Gruppenphase
|     | Team               | Siege | Unent. | Ndlg. | Spiel- punkte | Diff. | Tabellen- punkte |
| --- | ------------------ | ----- | ------ | ----- | ------------- | ----- | ---------------- |
| 1.  | CA Bègles-Bordeaux | 14    | 0      | 4     | 558:219       | + 339 | 46               |
| 2.  | USA Perpignan      | 12    | 1      | 5     | 326:233       | + 93  | 43               |
| 3.  | FC Grenoble        | 11    | 2      | 5     | 337:227       | + 110 | 42               |
| 4.  | Castres Olympique  | 10    | 1      | 7     | 309:238       | + 71  | 39               |
| 5.  | US Dax             | 9     | 2      | 7     | 304:285       | + 19  | 38               |
| 6.  | AS Montferrand     | 9     | 2      | 7     | 317:316       | + 1   | 38               |
| 7.  | US Tyrosse         | 9     | 1      | 8     | 253:292       | − 39  | 37               |
| 8.  | RRC Nice           | 6     | 0      | 12    | 264:342       | − 78  | 30               |
| 9.  | CA Périgueux       | 3     | 0      | 15    | 210:459       | − 249 | 24               |
| 10. | Stade Rochelais    | 2     | 1      | 15    | 202:469       | − 267 | 23               |

|     | Team               | Siege | Unent. | Ndlg. | Spiel- punkte | Diff. | Tabellen- punkte |
| --- | ------------------ | ----- | ------ | ----- | ------------- | ----- | ---------------- |
| 1.  | SU Agen            | 14    | 0      | 4     | 445:194       | + 251 | 46               |
| 2.  | CA Brive           | 13    | 1      | 4     | 354:204       | + 150 | 45               |
| 3.  | AS Béziers         | 11    | 1      | 6     | 308:230       | + 78  | 41               |
| 4.  | Stadoceste Tarbais | 8     | 1      | 9     | 317:292       | + 25  | 35               |
| 5.  | Section Paloise    | 8     | 0      | 10    | 236:276       | − 40  | 34               |
| 6.  | FCS Rumilly        | 8     | 0      | 10    | 195:295       | − 100 | 34               |
| 7.  | Stade Montois      | 7     | 1      | 10    | 262:306       | − 44  | 33               |
| 8.  | Stade Bordelais    | 7     | 1      | 10    | 192:302       | − 110 | 33               |
| 9.  | SC Mazamet         | 6     | 0      | 12    | 216:320       | − 104 | 30               |
| 10. | FC Lourdes         | 5     | 1      | 12    | 209:315       | − 106 | 29               |

|     | Team                | Siege | Unent. | Ndlg. | Spiel- punkte | Diff. | Tabellen- punkte |
| --- | ------------------- | ----- | ------ | ----- | ------------- | ----- | ---------------- |
| 1.  | Stade Toulousain    | 15    | 1      | 2     | 556:198       | + 358 | 49               |
| 2.  | RC Nîmes            | 12    | 1      | 5     | 435:209       | + 226 | 43               |
| 3.  | Biarritz Olympique  | 11    | 1      | 6     | 392:321       | + 71  | 41               |
| 4.  | CS Bourgoin-Jallieu | 8     | 2      | 8     | 268:284       | − 16  | 36               |
| 5.  | CO Le Creusot       | 8     | 1      | 9     | 270:326       | − 56  | 35               |
| 6.  | FC Auch             | 7     | 2      | 9     | 215:270       | − 55  | 34               |
| 7.  | Avenir Valencien    | 8     | 0      | 10    | 271:387       | − 116 | 34               |
| 8.  | US Cognac           | 7     | 1      | 10    | 251:392       | − 141 | 33               |
| 9.  | Stade Montchaninois | 5     | 1      | 12    | 250:351       | − 101 | 29               |
| 10. | US Montauban        | 3     | 2      | 13    | 216:386       | − 170 | 26               |

|     | Team                  | Siege | Unent. | Ndlg. | Spiel- punkte | Diff. | Tabellen- punkte |
| --- | --------------------- | ----- | ------ | ----- | ------------- | ----- | ---------------- |
| 1.  | RC Narbonne           | 12    | 2      | 4     | 388:238       | + 150 | 44               |
| 2.  | Racing Club de France | 12    | 0      | 6     | 387:278       | + 109 | 42               |
| 3.  | US Colomiers          | 11    | 1      | 6     | 324:268       | + 56  | 41               |
| 4.  | Aviron Bayonnais      | 10    | 1      | 7     | 354:240       | + 114 | 39               |
| 5.  | Montpellier RC        | 8     | 3      | 7     | 285:280       | + 5   | 37               |
| 6.  | SC Graulhet           | 8     | 2      | 8     | 254:318       | − 64  | 36               |
| 7.  | RC Toulon             | 8     | 1      | 9     | 321:226       | + 95  | 35               |
| 8.  | RC Chalon             | 5     | 3      | 10    | 236:307       | − 71  | 31               |
| 9.  | US Romans             | 6     | 1      | 11    | 270:355       | − 85  | 31               |
| 10. | Stade Ruthénois       | 2     | 2      | 14    | 186:495       | − 309 | 24               |

## Barrage
Aus der zweiten Division qualifizierten sich folgende Mannschaften für die Barrage:
- SC Albi
- SC Angoulême
- Stade Aurillacois
- Cahors Rugby
- RC Châteaurenard
- Istres Sports
- FC Oloron
- SO Voiron

| Begegnung                           | Ergebnis |
| ----------------------------------- | -------- |
| CA Périgueux – Istres Sports        | 06:16    |
| Stade Rochelais – Cahors Rugby      | 19:09    |
| SC Mazamet – SC Angoulême           | 03:25    |
| FC Lourdes – FC Oloron              | 24:12    |
| Stade Montchaninois – SO Voiron     | 12:12    |
| US Montauban – RC Châteaurenard     | 06:09    |
| US Romans – SC Albi                 | 20:21    |
| Stade Ruthénois – Stade Aurillacois | 12:21    |

| Begegnung                           | Ergebnis |
| ----------------------------------- | -------- |
| US Cognac – Istres Sports           | 28:21    |
| AS Montferrand – Stade Rochelais    | 29:12    |
| RC Chalon – SC Angoulême            | 21:09    |
| Stade Montois – FC Lourdes          | 30:15    |
| Stade Bordelais – SO Voiron         | 09:03    |
| Avenir Valencien – RC Châteaurenard | 11:03    |
| RRC Nice – SC Albi                  | 45:19    |
| RC Toulon – Stade Aurillacois       | 28:09    |

## Finalphase

### 1/16-Finale
| Begegnung                              | Ergebnis |
| -------------------------------------- | -------- |
| CA Bègles-Bordeaux – RC Chalon         | 18:19    |
| Castres Olympique – CO Le Creusot      | 15:09    |
| US Colomiers – SC Graulhet             | 30:06    |
| USA Perpignan – Avenir Valencien       | 37:12    |
| SU Agen – Stade Bordelais              | 30:15    |
| Stadoceste Tarbais – Montpellier RC    | 29:22    |
| RC Nîmes – RC Toulon                   | 06:15    |
| AS Béziers – FC Auch                   | 24:15    |
| Stade Toulousain – RRC Nice            | 21:09    |
| CS Bourgoin-Jallieu – US Dax           | 07:15    |
| FC Grenoble – FCS Rumilly              | 38:18    |
| Racing Club de France – AS Montferrand | 21:19    |
| Biarritz Olympique – US Tyrosse        | 21:15    |
| CA Brive – Stade Montois               | 15:12    |
| Aviron Bayonnais – Section Paloise     | 33:17    |
| RC Narbonne – US Cognac                | 19:12    |

### Achtelfinale
| Datum          | Begegnung                           | Ergebnis |
| -------------- | ----------------------------------- | -------- |
| 26. April 1992 | Castres Olympique – RC Chalon       | 09:03    |
| 26. April 1992 | US Colomiers – USA Perpignan        | 10:09    |
| 26. April 1992 | SU Agen – Stadoceste Tarbais        | 15:19    |
| 26. April 1992 | RC Toulon – AS Béziers              | 15:09    |
| 26. April 1992 | Stade Toulousain – US Dax           | 19:24    |
| 26. April 1992 | FC Grenoble – Racing Club de France | 27:12    |
| 26. April 1992 | CA Brive – Biarritz Olympique       | 18:26    |
| 26. April 1992 | Aviron Bayonnais – RC Narbonne      | 16:12    |

### Viertelfinale
| Datum        | Begegnung                             | Ergebnis      |
| ------------ | ------------------------------------- | ------------- |
| 10. Mai 1992 | Castres Olympique – US Colomiers      | 24:15         |
| 10. Mai 1992 | Stadoceste Tarbais – RC Toulon        | 30:30 n. V. * |
| 10. Mai 1992 | US Dax – FC Grenoble                  | 21:22         |
| 10. Mai 1992 | Biarritz Olympique – Aviron Bayonnais | 16:15         |

* Toulon qualifizierte sich aufgrund der höheren Anzahl erzielter Versuche (2:1).

### Halbfinale
| Datum        | Begegnung                        | Ergebnis |
| ------------ | -------------------------------- | -------- |
| 23. Mai 1992 | FC Grenoble – Biarritz Olympique | 09:13    |
| 24. Mai 1992 | Castres Olympique – RC Toulon    | 12:18    |

### Finale
| 6. Juni 1992 | RC Toulon                                                                                  | 19 : 14       | Biarritz Olympique                                                     | Parc des Princes, Paris Zuschauer: 49.370 Schiedsrichter: Alain Ceccon |
| 6. Juni 1992 | Versuche: Repon (1) Straftritte: Jehl (1) Teisseire (1) Dropgoals: Hueber (1) Delaigue (2) | (9:7) Bericht | Versuche: Hontas (1) Feuillade (1) Straftritte: Blanco (1) Arrieta (1) | Parc des Princes, Paris Zuschauer: 49.370 Schiedsrichter: Alain Ceccon |

Aufstellungen
RC Toulon:

Startaufstellung: Yann Braendlin, Éric Dasalmartini, Yann Delaigue, Aubin Hueber, David Jaubert, Pascal Jehl, Léon Loppy, Thierry Louvet, Eric Melville, Bruno Motteroz, Gérald Orsoni, Michel Périé, Jean-Christophe Repon, Patrice Teisseire, Pierre Trémouille

Auswechselspieler: Alain Carbonel, Jean-Michel Casalini, Franck Chouquet, Ludovic Cornuau, Jean-Louis Gruarin, Marc de Rougemont
Biarritz Olympique:

Startaufstellung: David Arrieta, Serge Blanco, Christian Boule, Jean Condom, Franck Corrihons, Philippe Feuillade, Bernard Daguerre, Éric Gouloumet, Pierre Hontas, Jean-Marc Irigaray, Jean-Baptiste Lecuona, Jean-François Mondela, Richard Pool-Jones, Pascal Ondarts, Djakaria Sanoko

Auswechselspieler: Thierry Cléda, Gilles Daguerre, Jean-Bernard Esain, Dominique Gueracague, Jean-Luc Rivière, Guillaume Tarrat